# Benzalkoniumchlorid
Benzalkoniumchlorid ist ein Gemisch von Alkylbenzyldimethylammoniumchloriden (ABDAC), deren Alkylteil aus C8- bis C18-Ketten besteht. Es ist ein vor allem für seine desinfizierende und konservierende Wirkung bekannter Wirkstoff und gehört zu den quartären Ammoniumverbindungen.

## Verwendung
Benzalkoniumchlorid wirkt gegen Bakterien, Pilze, Hefen und Algen und in geringem Maße auch antiviral gegen einige behüllte Viren (z. B. Herpesviren, Hepatitis B und Influenzaviren). Es ist in vielen Desinfektionsmitteln und Reinigungsmitteln bekannter Hersteller zur Flächendesinfektion enthalten. Auch zur Wäschedesinfektion und Schimmelpilzentfernung wird Benzalkoniumchlorid eingesetzt. Benzalkoniumchlorid ist ferner Bestandteil vieler Algizide, z. B. für Schwimmbäder, wie auch in Schwammsperrmitteln.
Die medizinische Verwendung erstreckt sich auf die Anwendung zur Haut- und Schleimhautdesinfektion (beispielsweise Prophylaxe vor Infektionen mit Hautpilzen, antiseptische Behandlung von entzündlichen Erscheinungen im Mund- und Rachenraum).
Aufgrund seiner oberflächenaktiven Eigenschaften greift Benzalkoniumchlorid  die Zellmembran der Spermien an, wodurch Spermien bewegungsunfähig werden. Es wird daher auch  zur lokalen Empfängnisverhütung eingesetzt.
Pharmazeutisch wird Benzalkoniumchlorid in niedrigen Konzentrationen zur Konservierung von Nasen- und Augentropfen verwendet. Benzalkoniumchlorid verringert die Stabilität des Tränenfilms und kann bei lang andauernder Anwendung ein trockenes Auge verursachen. Es greift die Hornhaut des Auges bis in die tieferen Zellschichten hinein an und kann zu Hornhautschäden führen. Gelegentlich treten durch Benzalkoniumchlorid Allergien auf.
Wenn eine mit Benzalkoniumchlorid konservierte Tränenersatzflüssigkeit ins Auge getropft wird und einige Zeit danach Augentropfen mit einem anderen Arzneimittel, kann dieser Wirkstoff schneller und tiefer in die Hornhaut eindringen als sonst. Dadurch kann es zu ungewünschten Wirkverstärkungen und verstärkten Nebenwirkungen kommen.
Konservierungsstoffe wie Benzalkoniumchlorid sollten ursprünglich verhindern, dass Keime, die durch den Sprühkopf in die Flasche gelangt sind, sich dort vermehren und bei der nächsten Anwendung zurück auf die empfindliche Schleimhaut gelangen. Da der Einsatz von Konservierungsstoffen Gefahren für die sensible Nasenschleimhaut mit sich bringt, steht es hier allerdings seit Jahren in der Kritik. Zudem ist es heute möglich, den Inhalt der Nasensprays auch ohne den Zusatz von Konservierungsstoffen keimfrei zu halten.
Bei der Verwendung in Nasensprays und Nasentropfen kann Benzalkoniumchlorid eine Schädigung der Nasenschleimhaut hervorrufen. Es schädigt die Flimmerhärchen (Zilien) der Schleimhautzellen, so dass diese ihre Reinigungsfunktion nicht mehr richtig ausführen können. Auch Allergien auf Benzalkoniumchlorid sind bekannt.

## Biologische Bedeutung
Benzalkoniumchlorid reichert sich in Zellmembranen lebender Organismen an und kann so die Funktion der Zellmembran beeinträchtigen. Darauf beruht die desinfizierende Wirkung dieser Verbindungsgruppe. Das Kation von Benzalkoniumchlorid wird in Kläranlagen gut eliminiert und weist eine sehr hohe Entfernungsrate aus der flüssigen Phase des gereinigten Abwassers auf.

## Sicherheitshinweise
Benzalkoniumchlorid (BAC) ist  das am häufigsten und am längsten verwendete Konservierungsmittel in Augentropfen. Es besitzt eine verhältnismäßig hohe Zelltoxizität. Bereits niedrige Konzentrationen führen zu zytologischen und histologischen Veränderungen an Augengewebe. Die Halbwertszeit in Hornhaut- und Bindehautepithel beträgt 20 Stunden. Im tieferen Bindehautgewebe verbleibt es mit einer Halbwertszeit von 11 Stunden und kann dort möglicherweise bei mehrmaliger Applikation pro Tag angereichert werden. Die zellschädigende Wirkung ist umfassend durch In-vitro-, In vivo- und klinische Studien nachgewiesen. Zu den Schäden gehören chronische Entzündungen, Fibrose, Zellverlust und strukturelle Veränderungen an Bindehaut und Hornhaut. Studien haben ergeben, dass Schäden an Linse (Katarakt), Trabekelmaschenwerk (Glaukom) und Netzhaut (Makulaforamen) eine Kausalität mit Benzalkoniumchlorid zeigen. Der europäischen Zulassungsbehörde und der Deutschen Ophthalmologischen Gesellschaft sind die schädigenden Wirkungen, die von diesem Konservierungsmittel ausgehen, hinreichend und seit langem bekannt; weiterführende Studien werden als sinnvoll erachtet. Eine Umstellung auf konservierungsfreie Augentropfen in Einzeldosisbehältnissen (EDO) bzw. auf weniger zellschädigende Konservierungsmittel zum Schutze der Augengesundheit wird von verschiedenen Stellen gefordert. Die Deutsche Ophthalmologische Gesellschaft warnt zwar vor Benzalkoniumchlorid, sieht jedoch die Schäden bei kurzfristiger und seltener Anwendung als nur geringfügig und reversibel an. Von der Behandlung mit benzalkoniumchloridhaltigen Augentropfen bei Glaukom wird wegen der schlechten Erfolgsaussichten bei einer im Verlauf der Krankheit später oftmals notwendigen Trabekulektomie (Operation zur Schaffung eines künstlichen Abflusses für das Kammerwasser) abgeraten.
Ab einprozentiger Konzentration wurde Kontaktdermatitis beobachtet. Die Bewertung der Allergierelevanz fällt allgemein schwer; bei Testgruppen war kaum absichtliche Sensibilisierung zu erreichen, auf Grund fehlender allgemeiner Verbreitung gibt es nur wenige Erfahrungswerte.
Auch in Nasensprays und Nasentropfen wird Benzalkoniumchlorid als Konservierungsmittel verwendet. Er kann nicht nur Zellschädigungen verursachen und zu allergischen Reaktionen führen, sondern auch die Selbstreinigungsfunktion der Nase behindern. Feine Flimmerhärchen auf der Schleimhaut, die sogenannten Zilien, sind dafür verantwortlich, das auf der Nasenschleimhaut aufliegende Sekret abzutransportieren. Benzalkoniumchlorid kann die Schlagfrequenz der Zilien beeinflussen und diese im Extremfall sogar ganz zum Erliegen bringen. Die Nasenschleimhaut kann dadurch ihre Funktion nicht mehr richtig erfüllen. Diese Schädigungen sind schlimmstenfalls sogar irreversibel. Zudem kann Benzalkoniumchlorid bei längerer Nutzung von abschwellenden Nasensprays zu einer Anschwellung der Schleimhaut führen und damit das Risiko einer Abhängigkeit, inklusive einer chronischen Nasenhautschwellung (Rhinitis Medicamentosa), erhöhen.
Die schädlichen Wirkungen hat das Bundesinstitut für Arzneimittel und Medizinprodukte (BfArM) bereits 2004 in einem „Bescheid“ dargestellt. Daraus wurde die Forderung formuliert, dass die Gebrauchsinformationen von Nasensprays in den Warnhinweisen auf die negativen Wirkungen von BAC hinweisen müssen. Die Verwendung von Nasensprays ohne Konservierungsmittel wird empfohlen.
Benzalkoniumchlorid fällt trotz der genannten Eigenschaften nicht unter die REACH-Chemikalien-Verordnung der EU.